# سرجان چبیانتس
سرجان چبیانتس (انگلیسی: Srđan Čebinac؛ زادهٔ ۸ دسامبر ۱۹۳۹) بازیکن فوتبال اهل یوگسلاوی بود.
از باشگاه‌هایی که در آن بازی کرده‌است می‌توان به باشگاه فوتبال کلن، باشگاه فوتبال فورتونا سیتارد، باشگاه فوتبال آستریا وین، باشگاه فوتبال بئوگراد، و باشگاه فوتبال پارتیزان اشاره کرد.
وی همچنین در تیم ملی فوتبال یوگسلاوی بازی کرده‌است.